# 华骐环保
安徽华骐环保科技股份有限公司（深交所：300929，简称：华骐环保），是中国深圳证券交易所创业板上市公司。公司总部位于安徽省马鞍山市，是一家从事水环境治理的专业服务商。
公司前身是2002年4月27日成立的华骐有限，2011年10月12日整体变更为股份有限公司。2021年1月20日，在深圳证券交易所创业板正式挂牌上市，公司实际控制人为安徽工业大学，是安徽省省属高校首家上市的校办企业。
2019年，公司实现营业收入5.5亿元，净利润7084万元。